# Bror Beckman
Bror Beckman (Kristinehamn, 10 februari 1866 – Ljungskile, 22 juli 1929) was een Zweeds componist.

## Achtergrond
Hij werd geboren in het gezin van militair, verzekeringsagent en componist Bror Adolf Beckman (1823-1911)  en Anna Augusta Holm. Hij studeerde aan het gymnasium in Karlstad. Vanaf 1888 was hij werkzaam bij Fylgia Verzekeringsmaatschappij te Stockholm; een baan die hij aanhield tot 1909.  Hij bleef ongehuwd. Hij werd in 1904 opgenomen in Kungliga Musikaliska Akademien.

## Muziek
Bror Bekcman kreeg de muziek met de paplepel ingegoten. Grootvader Johan Wilhelm Beckman (1792-1873) was een priester die hymnes verzamelde en vader Bror Adolf Beckman was zangleraar. Bror Beckman begon met de muziek toen hij zeven jaar ouw was. Na die school ging hij twee maanden werken bij Warmuth Musikforlag (oktober/november 1884) om vervolgens die werkzaamheden voort te zetten bij de muziekwinkel van Julius Bagge in Stockholm (1884-1887). Bagge stimuleerde hem contrapunt te gaan studeren bij kantor Johan Lindegren (1885-1890). Na afronding begon hijzelf les te geven aan het Carlheim-Gyllenskölds-conservatorium (1890-1902). In 1894 kreeg hij een staatsstudiebeurs en ging in Berlijn studeren. In 1907 mocht hijzelf die studiebeurzen toekennen. Van 1908 tot 1910 bekleedde hij een functie aan de Musikaliska akademiens. In 1912 ondernam hij nog een studiereis naar Duitsland en Oostenrijk. Daarna bekleedde hij nog diverse functies in het muziekonderwijs.

## Werken
Van zijn hand verscheen een aantal (soms onvoltooide) werken, die allemaal in de vergetelheid zijn geraakt:
- opus 1: 1893: Sonate voor viool en piano
- opus 2: 1893: Inga lill en andere liederen voor zangstem en piano
- opus 3: 1890: I sommarnätter, twee stukken voor strijkorkest
- opus 4: 1894: Folkdansmotiv voor orkest (alleen manuscript)
- opus 5: 1897: Flodsånger, lied voor zangstem en piano (soms vermeld als opus 3)
- opus 6: 1895: Symfonie in F majeur (alleen manuscript); uitvoering pas in 1902; druk in 1929, vier delen: 1. Allegro moderato, ma energico, 2.Andante, 3.Poco allegro, 4.Allegro ma non troppo[1][2]
- opus 7: 1897: Gambia gastar, ballade voor zangstem en orkest
- opus 8: 1897: Sol sommares visor, liederen voor zangstem en piano
- opus 9: 1898: Glädjens blomster, voor vierhandig piano
- opus 10: 1905: Om lyckan, symfonisch gedicht voor orkest
- opus 11: 1900: En lyckoriddare, muziek bij toneelstuk van Harald Molander
- opus 12: 1903: Strängalek, voor vierhandig piano (opnamen in 2015 voorhanden)
- opus 13a: 1907: Suite in D majeur voor harmonium
- opus 13b: Vier humoresken in de vorm van een suite, bewerking van opus 13a
- opus 14: 1909: Drie symfonische balladen voor harmonium
- opus 15: 1910: Vorspiel und Prozession voor harmonium
- opus 16: 1910: Twee stukken (Scherzo en Ständchen) voor harmonium
- opus 17: 1910: Wolken-gedichte voor harmonium
- opus 18: 1910: Sex sånger, voor zangstem en piano
- opus 19: 1910: Fyra visor, voor zangstem en piano
- opus 20: Bagatelles (opnamen in 2015 voorhanden)
- opus 22: Bön vid lågorna (publicatie 1934)

Zonder opusnummer:
- 1887: In meinem Garten die Nelken
- 1887: Vida för en rost vid piano
- 1888: I kammaren sitter kaplanens vif, voor zangstem en piano
- 1889: Havde jeg, o havde jeg», voor zangstem en piano
- 1891: Det var en gång en konung, voor zangstem en piano
- 1891: Fjällåtar, voor viool en piano
- 1892: twee polka’s voor piano
- 1897: Vagabond-visa, liederen in Zweeds, Duits en Engels
- 1898: Studie: Muziek voor piano van diverse Zweedse componisten
- 1903: Ingjald Illråde, muziek bij toneelstuk van Ernst Didrmgs
- 1905: Mittags-stunde, voor zangstem en piano
- 1906: Kennst du das Land, voor zangstem en piano
- 1908: Arioso, voor zangstem en orgel (Växjö)
- 1912: Kantat till sällskapet, 50-jarig jubileum Iduns

- Bibliothèque nationale de France: cb16525301n (data)
- Gemeinsame Normdatei: 13049786X
- International Standard Name Identifier: 0000 0001 2127 8392
- Library of Congress Control Number: n85023867
- MusicBrainz: becee0ad-6a06-478d-af2e-5890fb9be87f
- Nationale Bibliotheek van Tsjechië: mzk2013760760
- Nederlandse Thesaurus van Auteursnamen: 09548213X
- LIBRIS: 208560
- Virtual International Authority File: 76149106249068491975